# Antonio Fernández-Galiano
Antonio Fernández-Galiano Fernández est un homme politique espagnol, né le 17 mai 1926 à Barcelone et mort le 8 novembre 1999 à Madrid.
Membre de l'Union du centre démocratique (UCD) puis du Parti démocrate populaire (PDP), il est président à titre provisoire de la Junte des communautés de Castille-La Manche entre 1978 et 1982, puis député à l'Assemblée de Madrid de 1983 à 1987.